# 吉挹
吉挹（？—379年），字祖沖，馮翊蓮芍（今陝西蒲城）人。東晉時期官員。祖父吉朗亦是晉臣，官至御史中丞，在前趙攻陷長安，晉愍帝出降時憤而自殺。吉挹自己亦與祖父一樣為國自殺，在被俘後不言不食而死。

## 生平
吉挹年輕已有志向和節操。永和十年（354年），桓溫北伐前秦，逼近長安，吉挹帶著兩個弟弟來赴。在晉曾任新野太守。至寧康元年（373年），前秦進攻蜀地，攻陷東晉的益、梁二州大片土地。征西將軍桓豁此時表吉挹為魏興太守，不久加輕車將軍，領晉昌太守。後再以抵抗前秦的功勳拜員外散騎常侍。
太元三年（378年），前秦大舉南侵，其中吉挹所駐的魏興被前秦梁州刺史韦钟攻擊，吉挹於是派兵抵禦，殺敵七百多人，遂獲加督五郡軍事。當時前秦亦派征南大將軍苻丕率大軍進攻襄陽，晉雍州刺史朱序堅守，韋鍾意圖進兵襄陽助攻，但卻被吉挹派兵邀擊，五千餘人陣亡。韋鍾敗後憤怒，於是回軍圍攻吉挹於魏興的西城，但吉挹仍然屢次擊破其進攻，堅守不降。
太元四年（379年），前秦軍加緊進攻，攻下襄陽，右將軍毛穆之領兵救援魏興，但前鋒督護趙福和袁虞等所領的一萬水兵在南縣敗於前秦將領張紹、仇生等人，毛穆之被逼退屯巴東郡。至四月戊申日（5月28日），魏興城破，吉挹拿刀自殺但被身邊友人強行阻止。前秦軍俘虜吉挹後，吉挹不發一言，絕食而死。前秦天王苻堅因而感歎：「周孟威不屈於前，丁彥遠潔己於後，吉祖沖閉口而死，何晉氏之多忠臣也。」
吉挹參軍史穎後來返回東晉，帶著吉挹臨終寫的上疏，在桓沖的上表之下，吉挹獲朝廷追贈益州刺史。
在今天陝西省安康市漢濱區吉河鎮有吉挹城古戰場遺址，是吉挹在太元三年至四年與前秦對戰的遺址。

## 評論
- 桓沖：「挹辭氣慷慨，志在不辱，杖刃推戈，期之以隕，將吏持守，用不即斃，遂乃杜口無言，絕粒而死。」

## 备注
1. ↑  《晉書·載記·苻堅上》
2. ↑  .   [2011-08-07]. （原始内容存档于2018-06-15）.

## 延伸阅读
[在维基数据编辑]
 《晉書·卷089》，出自房玄齡《晉書》